# François Henri Alexandre Lafond
Pour les articles homonymes, voir Lafond.
François Henri Alexandre Lafond, né le 24 avril 1815 à Paris et mort le 23 juin 1901 à Neuilly-sur-Seine, est un peintre et chef d'établissement scolaire français.

## Biographie
Fils de Marie Rose Lafond (1786-1874), François Henri Alexandre Lafond est baptisé à l'église Saint-Eustache de Paris le lendemain de sa naissance. Il est reçu le 27 septembre 1830 à l'École des beaux-arts de Paris dans l'atelier de Jean-Auguste Dominique Ingres et échoue au prix de Rome de 1838 lors de la dernière épreuve, le sujet étant Saint Pierre guérissant un boiteux aux portes du temple. Il se lie d'amitié avec son condisciple Paul Flandrin et ses deux frères Auguste et Hippolyte.
Il participe au Salon dès 1836  et obtient une médaille de 2e classe en 1857. Il demeure à Paris en 1867 au 53, rue Notre-Dame-des-Champs.
En 1867, il est nommé professeur à l'école des beaux-arts de Limoges dont il prendra la direction un an plus tard, poste qu'il quitte en 1873. Il habitait à cette époque au 4, rue Damet à Limoges.
De retour à Paris, il épouse Suzanne Brunet le 19 mars 1874 à la mairie du 14e arrondissement de Paris. Ils demeurent au 37, rue Liancourt dans le même arrondissement, les époux légitimant en même temps leurs quatre enfants :
- Félix Lafond (1850-1917), peintre et céramiste, épouse Magdeleine Justine Espagnacq (1854-1906), devient le deuxième directeur de l'École régionale des beaux-arts de Rennes de 1899 à 1917 et la même année conservateur du musée des Beaux-Arts de Rennes ;
- Alexandre Horace Lafond (1853-1903) ;
- Émilie Antoinette Lafond (1857-1947), professeure de dessin, épouse Adrien Enoch ;
- Louise Madeleine Lafond (1859-1931).

Le 1er février 1894 il demeure à Rennes chez son fils Félix.
Il meurt le 23 juin 1901 au 119, avenue du Roule à Neuilly-sur-Seine chez sa fille et son gendre Adrien Enoch.

## Œuvres dans les collections publiques
France
- Niort, musée Bernard-d'Agesci : Pêcheur endormi[2].
- Paris :
  - église Saint-Louis-en-l'Île : Vierge à l'Enfant, 1866 ;
  - Petit Palais : Un buveur, gravé par Félix Bracquemond.
- Rennes, musée des Beaux-Arts :
  - Autoportrait à la pipe ;
  - Portrait de Marie Rose Lafond (1786-1874), mère de l'artiste[3].

Royaume-Uni
- Londres, British Museum : Un buveur, gravure.

## Salons
- 1836 : Saint Philippe baptisant les infidèles.
- 1848 : Jésus flagellé.
- 1849 : Portrait, étude.
- 1850 : Portrait.
- 1852 : Intérieur.
- 1853 : Nuages ; Un buveur.
- 1855 : Saint Sébastien.
- 1857 : La Chute des anges rebelles ; L'Application au dessin, médaille de 2e classe.
- 1859 : Orphée charmant des bêtes sauvages ; Une grand-mère.
- 1861 : Christ dans la grotte ; Tête de vieille ; Portrait de Monsieur Oseguera, récompenses.
- 1863 : Le Christ entre deux larrons ; L'Abbé Hurel (portrait), récompenses.
- 1864 : Les Pifferari.
- 1865 : La Comtesse de Viennay ; La Vicomtesse de Traissan.
- 1866 : Vierge à l'Enfant ; Michelina.
- 1867 : Faunes dansant.
- 1868 : M. de Viennay.
- 1872 : L'Adoration des bergers.
- 1874 : deux portraits.
- 1876 : Le Déluge ; Portait de M. L…[4].

## Expositions
- 1870 : Limoges, Société des amis des arts.

## Élèves
- Félix Lafond, son fils[5].

## Iconographie
- Félix Bracquemond, Portrait d'Alexandre Lafond, 1862, gravure[6].